# 卍の城物語
『卍の城物語』（まんじのしろものがたり）は、1995年10月から2016年4月1日まで青森放送ラジオで放送されていたラジオドラマである。放送時間は毎週月曜 - 金曜 11:35 - 11:45 （日本標準時）。

## 概要
戦国時代から江戸時代にかけての弘前藩・津軽氏とその家臣たちの人間模様を描いた物語を、青森放送のアナウンサーたちが朗読していた番組。「卍の城」とは、弘前藩の本拠地であった弘前城のことである。現在の青森県弘前市にあたる場所を舞台にしていたため、スポンサーも弘前市や弘前市近辺市町村の企業が中心だった。
原作者は、弘前市内で教員を務める知坂元（ちさか げん）。ラジオドラマ化するにあたって脚本を担当したのは、藤崎町在住の教員で劇作家の畑澤聖悟（はたさわ せいご）。朗読を担当していたのは全員青森放送のアナウンサーで、大友寿郎（現・青森放送代表取締役専務） → 綱川和夫 → 大竹辰也（現・フリーアナウンサー） → 辻拓哉（退社） → 鮫島大史が務めていた。年末年始などには朗読を行わず、朗読担当者と原作者が昔の弘前についてトークする企画に差し替えることもあった。
2005年4月には路上社から、知坂元原作の同じタイトルの歴史漫画本（ISBN 4-89993-025-9）が出版された。

## 舞台化
2017年8月23日に弘前市民会館にて『Reading live「卍の城物語」』の題で、朗読劇として上演された。
脚本・演出はラジオドラマでも脚本を担当した畑澤聖悟が務めた。
津軽為信が石川城を攻略するまでをメインストーリーとした他、効果音・楽曲演奏をすべて生で行うなど、初期のラジオドラマ的手法を駆使した朗読劇となった。
主演の津軽為信役は劇団民藝の神敏将が務め、同じく劇団民藝の梶野稔が劇中歌を務めた。また、その他の俳優および和楽器演奏者は一般オーディションによって弘前市民を中心に集められた。